# Fotofon

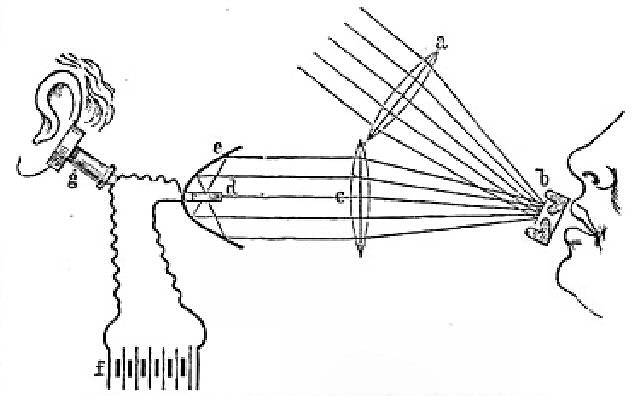
Schéma přístroje z jedné z Bellových prací z roku 1880

Fotofon, anglicky photophon, je telekomunikační přístroj pro přenos zvuku pomocí měnící se intenzity paprsku světla. Fotofon vynalezl Alexander Graham Bell společně s jeho asistentem Charlesem S. Tainterem 19. února 1880. Fotofon byl později patentován Bellem v roce 1881. Umožňoval pouze jednosměrnou komunikaci - přenos probíhal z vysílací stanice do přijímací stanice. Bell fotofon označil za svůj "největší vynález, ještě významnější než telefon".

## Princip fungování

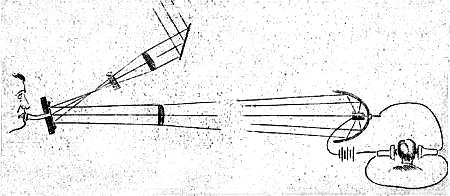
Dobové schéma fotofonu

### Vysílač
První čočka usměrňuje světlo stálé intenzity na pružné zrcadlo. To se zakřivuje působením zvuku a tak střídavě zaostřuje a rozostřuje jeho paprsky. Ty se odráží do druhé čočky, která je soustředí do určité vzdálenosti na zrcadlo přijímače.

### Přijímač
Přijímač je vybaven parabolickým zrcadlem, v jehož ohnisku je selenový člen (selen je totiž výrazným fotoodporem). Přicházející paprsky jsou na něj zaostřovány a podle proměn světla mění inverzně svůj elektrický odpor (silnější světlo → menší odpor → silnější proud), to tedy znamená, že hlasitější zvuk na vysílači znamená i silnější signál na přijímači. Stejnosměrný elektrický proud, který prochází selenem, je takto modulován na proměnlivý podle přicházejícího signálu a při průchodu reproduktorem je vytvořen původní zvuk.

## Využití přístroje
Přístroj nebyl nikdy v praxi velmi rozšířen, využíván byl pouze na experimentální úrovni. Jeden z prvních pokusů byl test Bella a Taintera při komunikaci mezi budovami na vzdálenost 213 m. Bell se snažil technologii fotofonu vylepšit, ale zásadní vadu technologie - narušení přenosu při nepřízni počasí jako mlha, déšť, sněžení - se mu vyřešit nepodařilo. Fotofon byl dále experimentálně využíván a vylepšován pro vojenské využití, zejména v 1. světové válce, kdy byl dosah zvětšen až na 11 kilometrů. Tyto fotofony používaly uhlíkových obloukových lamp a uplatnění nalezly při mezilodní komunikaci německého námořnictva. Britové vydali v roce 1916 citlivější fotofony používající molybdenové přijímače, které mají větší citlivost v infračerveném spektru a nahradily dosavadní selenové přijímače. V roce 1935 zahájila německá společnost Carl Zeiss AG produkci infračervených fotofonů pro své tanky používající rtuťové lampy, infračervené filtry a přijímače se sulfidem olovnatým. V kombinaci se zesilovači to zvětšilo dosah až na 14 kilometrů. O vojenský vývoj fotofonu se také zajímaly USA, Japonsko a Itálie. Pokračoval až do 50. let experimenty s vysokotlakými rtuťovými obloukovými lampami o výkonu 0,5 až 2 kW. Radiotechnika, optické kabely a další technologie ale nakonec fotofony zcela vytlačily v oblasti praktického využití.